# Xenie Petrohradská
Svatá Xenie Petrohradská (rodným jménem: Xenia Grigorjevna Petrova; * mezi 1719–1730, Petrohrad – kolem 1802, Petrohrad) byla ruská pravoslavná jurodivá.

## Život
Listiné důkazy o jejím životě nejsou dochovány. První zmínky se nacházejí v lidových pověstech že 40. let 19. století. Podle těchto příběhů se narodila v první polovině 18. století. Její otec se jmenoval Grigorij ale jméno matky není známo. Známo není ani její rodné příjmení.
Vdala se za Andreje Fedoroviče Petrova. Její manžel se stal později plukovníkem a žili spolu v Petrohradu na ulici později pojmenované po jejím manželovi (přejmenována na Lachtinská).
Po náhlé smrti svého manžela se dvacetišestiletá Xenie stala jurodivou. Dům svého manžela darovala jednomu ze svých známých, oblékla si šaty svého manžela a slyšela jen na jeho jméno. Tvrdila že Xenie zemřela ale její manžel ne. Poté co se oblečení rozložilo, začala nosit červené sako a zelenou sukni nebo zelené sako a červenou sukni. Chodila bosá v roztrhaných botách. Mnozí jí nabízeli teplé oblečení a boty ale Xenie s tím nesouhlasila.
Nepřijala žádnou almužnu jen peníze které potom rozdala. Celé dny se toulala ulicemi Petrohradu, občas se zastavila u svých známých, večeřela s nimi a povídala si s nimi. Dlouho se nevědělo, kde tráví noci. Pak se zjistilo, že v kteroukoli roční dobu a počasí trávila noci na poli, kde se až do svítání modlila na kolenou a do všech čtyř světových stran prováděla poklony Bohu.
V noci nesla cihly pro budovaný chrám na smolenském hřbitově.
Předpověděla smrt carevny Alžběty Petrovny a cara Ivana VI. Antonoviče. Svým darem jasnovidectví pomáhala lidem v uspořádání života a spáse jejich duší. Zemřela na počátku 19. století. Pohřbena byla na smolenském hřbitově v Petrohradu.

## Kanonizace
Dne 24. září 1978 byla svatořečena Ruskou pravoslavnou církví v zahraničí.
Dne 6. června 1988 byla svatořečena Ruskou pravoslavnou církví.
Její svátek se slaví podle juliánského kalendáře 24. ledna (6. února) a 24. května (6. června).